# (533676) 2014 LS28
(533676) 2014 LS28 est un transneptunien faisant partie des cubewanos. Il pourrait mesurer 170 km de diamètre.